# Pete Farndon
Peter Granville Farndon, conocido como Pete Farndon (Hereford, Reino Unido, 12 de junio de 1952 - 14 de abril de 1983) fue bajista y miembro fundador del grupo de rock The Pretenders. Además de tocar el bajo eléctrico, añadía coros e intervino en la composición de dos de las canciones del grupo –«The Wait» y «Space Invader»–, antes de ser expulsado del grupo el 14 de junio de 1982 debido a sus problemas con las drogas.

## Carrera
Entre las influencias musicales de Farndon se encuentran Stanley Clarke y Jeff Beck. Farndon tocó con Cold River Lady hasta mediados de 1976, y luego hizo una gira con la banda australiana de folk-rock The Bushwackers en 1978.
Farndon se unió a los Pretenders a principios de 1978 y fue el primer miembro de la formación de 1978-82 en ser reclutado por Chrissie Hynde. Farndon recordaba su primer ensayo: "Nunca lo olvidaré, entramos, hicimos un número de soul, hicimos un número de country y western, y luego hicimos 'The Phone Call' que es como el puto punk rocker más pesado que se puede hacer en tiempo 5/4". ¿Impresionado? Me impresionó mucho". Todavía se necesitaba un guitarrista, y Farndon reclutó al guitarrista principal James Honeyman-Scott en el grupo ese verano. Farndon, Honeyman-Scott y su compañero de banda Martin Chambers eran de Hereford.
Chambers trabajó con Farndon para adaptarse al ritmo de Hynde: "Pete y yo hicimos una buena cantidad de trabajo por nuestra cuenta, en términos de que la sección rítmica fuera capaz de tocar las cosas raras de Chrissie. Así que Pete y yo llegábamos un par de horas antes que los demás y hablábamos de las canciones. Ya sabes, 'da dad da, boom boom'. Ella no contaba de forma tradicional, así que teníamos que reinterpretar las cuentas. Una vez que nos adaptamos y aprendimos a seguir su ritmo, por así decirlo, se convirtió en algo natural. Es la base de la música de Pretenders".
Farndon desempeñó un papel importante en la formación de la imagen de dureza de los Pretenders, llevando a menudo su ropa de motociclista o, más tarde, de samurái sobre el escenario. Hynde reconoció más tarde que dos canciones de los Pretenders, "Biker" y "Samurai", tenían "referencias a un personaje tipo Pete Farndon". Como intérprete, Hynde recordaba que "Pete era fantástico. Pete se lo montaba mucho porque técnicamente no era ningún gran músico. Pero tenía mucho corazón, como en el boxeo, podía ganar la pelea sólo con el corazón. Y tenía una gran energía, nacida de una especie de desesperación".
A principios de 1982, el consumo de drogas de Farndon estaba provocando relaciones tensas con sus compañeros de banda. Se volvió cada vez más beligerante y, según Hynde, "estaba en mal estado. Realmente no era alguien con quien se pudiera trabajar". La situación llegó a un punto crítico cuando el guitarrista James Honeyman-Scott amenazó con dejar la banda si no se despedía a Farndon. El 14 de junio de 1982, el director de la banda, Dave Hill, por orden de Hynde, despidió a Farndon. Dos días después del despido de Farndon, Honeyman-Scott fue encontrado muerto de insuficiencia cardíaca causada por una sobredosis de cocaína. Tras cuatro años de carrera de The Pretenders, Hynde y el batería Martin Chambers eran los únicos miembros originales que quedaban, y menos de un año después, los dos únicos miembros vivos.
Después de su despido de los Pretenders, Farndon trabajó con el ex baterista de The Clash, el guitarrista Henry Padovani, el organista Mick Gallagher y el vocalista Steve Allen (antes de Deaf School) en una banda de corta duración que llamaron Samurai.

## Fallecimiento
El 14 de abril de 1983, a la edad de 30 años, Farndon fue encontrado por su mujer ahogado en la bañera de su casa de Londres, tras haber perdido el conocimiento por una sobredosis de heroína. Está enterrado en la iglesia de San Pedro, Withington, Herefordshire, Reino Unido.